# Ratonero valenciano
El perro ratonero valenciano —en valenciano: Gos rater valencià— es una raza canina española originaria de la Comunidad Valenciana del grupo de los terriers. Su principal función fue la de caza de roedores en las cuadras y como auxiliar en la caza de ratas de agua, históricamente muy apreciadas para su consumo. La raza esta reconocida por la Federación Cinológica Internacional (FCI) dentro del Grupo 3 - Terriers.

## Descripción
Es un perro de talla pequeña y manto variable predominando el tricolor (negro y fuego con manchas blancas, negro y marrón fuego) Su complexión atlética le proporciona agilidad y fuerza a pesar de su reducido tamaño. Esta raza ha estado ligada tradicionalmente a la caza de pequeñas piezas como son los roedores y conejos. También se le considera un excelente guardián de la casa que avisa con ladridos ante cualquier cosa que le llame la atención. 
Como hoy en día la práctica de la caza de roedores se encuentra en desuso, el ratonero Valenciano se ha adaptado a la vida cotidiana y, tanto por sus características morfológicas como etológicas, se usa más como animal de compañía que como cazador. Además, en el caso concreto de la Huerta de Valencia y alrededores, la desaparición progresiva de la huerta (debido al crecimiento urbanístico y la especulación del suelo) se transmite en la pérdida del paisaje y de un modo de vida ancestral, incluyendo el perro ratonero valenciano en este proceso a pesar de ser el único representante oficial de las razas caninas valencianas. 

### Función
Antiguamente, en la agricultura se trabajaba con caballos y el perro ratonero valenciano se encontraba presente en las cuadras eliminando las ratas que había entre la paja. Además, en los pueblos ribereños de la Albufera se cazaban las ratas de agua o ratas del arroz (Arvicola amphibius o Arvicola sapidus), ejemplares de unos 22 cm de largo, con el dorso negruzco y el vientre más claro, que se alimentaban de cereales, raíces, ranas y pequeños crustáceos. En aquellos tiempos de escasez, las ratas de agua eran muy estimadas para la elaboración de platos típicos como la paella, y su caza se llevaba a cabo entre los meses de septiembre y febrero, incluso, llegó a ser casi profesional esta práctica. Esta costumbre ha sobrevivido hasta nuestros días y todavía se puede observar como los agricultores van a los arrozales con sus perros y una herramienta similar a una horca (farol), formada por un largo gancho de hierro terminado en un punzón. También disponen una red en forma de embudo, que se ancla a la entrada de la madriguera mediante una horquilla (rótula). El perro ratonero valenciano se encarga de sacar las ratas de agua, mientras el cazador las mata con dicha herramienta, una vez se han introducido en la red. Incluso, a veces es el mismo perro quien se enfrenta a la rata y la caza. Aparte de estos tipos de prácticas se usa en las tiradas de zorzales y la caza del conejo, para las que goza de popularidad, debido al interés que demuestra por las piezas y la ausencia de signos de fatiga que manifiesta.

## Diferentes nombres a lo largo de la historia
Es una raza canina originaria de la Comunidad Valenciana, donde ya desde el siglo XVI, se constata su existencia.[cita requerida] En algunos tratados de la época se describen diferentes tipos de perros existentes en el antiguo Reino de Valencia como el Canis villaticus o «Perro de la Huerta», definido como "el perro de la gente del campo o de la huerta". 
Posteriormente, en el siglo XVIII, pasa a ser conocido como «Perro Albellons» (perro de acequias) y respondía a la definición de "perros pequeños que sirven para ladrar a quien pasa o quien va a entrar en alguna casa ". Las denominaciones posteriores han sido muchas, como por ejemplo: «Ratador Valenciano», «Perro ratonero valenciano», «Ratoneret» o «Rateret», entre otros. Todas ellas hacen referencia a su aptitud como cazador de roedores. Sin embargo, hay otra denominación valenciana que es Fusterier (derivación popularde foxterrier), con la cual se les denominaba fusteriers o fusterierets. También se le denominó perro barraquero por ser el perro habitual de las barracas huertanas.

### Reconocimiento y normalización de la raza
A pesar de ser una raza que cuenta con varios siglos de existencia, no fue hasta 1994 cuando hizo su aparición en el mundo de la cinología oficial. En ese año, con motivo de la Exposición canina de Valencia, se presentaron 23 ejemplares para dar a conocer la raza.
La raza fue reconocida de manera oficial el 30 de marzo de 2004, mediante la publicación de la Orden APA/807/2004, y es a partir de este año cuando la Asociación Nacional del Gos Rater Valencià (ANGRV) abrió los registros iniciales de la raza.
En estos momentos la raza se encuentra en plena expansión y estandarización, encontrándose ejemplares de cría controlada con más de cuatro generaciones. Grandes grupos y muy homogenéneos de la raza se han encontrado tradicionalmente en varios puntos de la comarca, donde los labradores los han apreciado mucho y se han preocupado de mantener la raza.

### Denominación oficial de la raza
En cuanto a la denominación actual, conviene recordar que el nombre oficial de la raza es «Perro Ratonero Valenciano», debido a la denominación coincidente con un murciélago ribereño, al que se le denomina oficialmente Ratonero Valenciano (Myotis capaccinii o  Rhinolophus mehelyi) se justifica el uso del sustantivo «Perro», ya que resulta necesario su uso para la distinción entre las dos especies animales. Finalmente, se considera necesario el uso del gentilicio «Valenciano», a fin de determinar su origen y procedencia. Así pues, la denominación oficial es Gos Rater Valencià, y como segunda denominación, en lengua castellana es «Perro Ratonero Valenciano».

## Concentraciones y estudios raciales
Por otro lado, Franco Ricart Martínez fue el encargado de realizar los exámenes a los 23 ejemplares presentados en la primera concentración que tuvo lugar en el marco de la exposición canina de Valencia en el año 1994, y la veterinaria María José Cárcel Rubio continuó con los estudios descriptivos y de caracterización de la raza y que acabaron en la presentación de una tesis doctoral sobre el perro ratonero valenciano. También cabe mencionarse la colaboración de la Sociedad Valenciana para el Fomento de las Razas Caninas que además, cambió el anagrama de la Canina —en que figuraba un galgo español por la silueta de un perro ratonero valenciano. 
En abril de 2003, se presentó la solicitud de reconocimiento oficial del «Perro Ratonero Valenciano» ante el Comité de Razas de Ganado de España, por parte de la Consejería de Agricultura, Pesca y Alimentación, de la Generalitat Valenciana, y fue favorable la respuesta, por tanto, se aprobó su reconocimiento oficial como raza canina española. La oficialización definitiva de la raza, sin embargo, no se produce hasta el 30 de marzo de 2004, mediante la publicación de la Orden APA/807/2004, de 24 de marzo, por la que se actualiza el anexo del Real Decreto 558/2001, de 25 de mayo, y se regula el reconocimiento oficial de las organizaciones o asociaciones de criadores de perros de raza pura. Esta Orden otorgó el definitivo reconocimiento oficial del «Perro Ratonero Valenciano» como raza canina española, y además, publicó, también con carácter oficial, su estándar o patrón racial.

### Registros iniciales
A partir de la oficialización de la raza se han llevado a cabo registros iniciales por parte del ANGRV, en las siguientes exposiciones o concursos: 
- Exposición Internacional de Jerez (20 de noviembre de 2004).
- Concurso Monográfico de Valencia (18 de diciembre de 2004).
- Exposición Internacional de Madrid (21 de mayo de 2005).
- Exposición Nacional de Valencia (17 de diciembre de 2005).
- Exposición Internacional de Valencia (18 de diciembre de 2005).
- Concurso Monográfico del Grao de Gandía (21 de enero de 2006).
- Exposición Internacional de Castellón (18 de junio de 2006).
- Concurso Monográfico de Valencia (16 de diciembre de 2006).

Se realizan «Registros Iniciales» con regularidad a fin de "normalizar" aquellos ejemplares que no posean documentación oficial.